# Din jurnalul unui învățător din Poznan
„Din jurnalul unui învățător din Poznan” (în poloneză Z pamiętnika poznańskiego nauczyciela) este o nuvelă scrisă de Henryk Sienkiewicz și publicată în 1880.